# Zrínyi Miklós Nemzetvédelmi Egyetem
A Zrínyi Miklós Nemzetvédelmi Egyetem (röviden: ZMNE) 2000 és 2012 között Magyarország egyetlen katonai felsőoktatási intézménye volt. Feladatait a felsőoktatási intézmények számára biztosított autonómia szellemében és a vonatkozó jogszabályok alapján a honvédelmi miniszter közvetlen felügyelete alatt látta el. 
Az egyetemen két karon, a Kossuth Lajos Hadtudományi Karon és a Bolyai János Hadmérnöki Karon folyt a magyar honvédtisztképzés (katonai vezetői, had- és biztonságtechnikai mérnöki és katonai gazdálkodási szakokon), valamint civil biztonság- és védelempolitikai, nemzetbiztonsági, védelmi igazgatási, biztonságtechnikai mérnök, büntetés-végrehajtási nevelő szakemberek képzése. A képzés a bolognai rendszerre történő áttérés után alap-, mester- és doktori szinten folyt. Az egyetemen két doktori iskola, a Hadtudományi Doktori Iskola és a Hadmérnöki Doktori Iskola működött, amelyek PhD fokozat odaítélésére voltak jogosultak a hadtudományok és a katonai műszaki tudományok területén. Az egyetemen az említett tudományágakban habilitációs fokozatot lehetett szerezni. A képzés két kampuszon, a budapesti Hungária körút 9–11. alatti katonai objektumban, valamint Szolnokon folyt. A ZMNE 2012. január 1-jével szűnt meg, mikor egyetemi karként integrálódott a létrejövő Nemzeti Közszolgálati Egyetembe Hadtudományi és Honvédtisztképző Kar néven.

## Történelmi előzmények
A katonai vezetők felkészítésének hagyományai állami létünk kezdetéig nyúlnak vissza. Ebben az időszakban a nyugat-európai példát követve a nemes ifjak lovagi szellemben történő gyakorlati felkészítése szolgálta a vezetővé képzést. Utóbb, a költő és hadvezér Zrínyi Miklós, az egyetem névadója foglalkozott behatóbban a „hadak vezetésével” megbízottak képzésével és vázolt fel máig is ható elgondolásokat annak jövőjéről. A 18. században II. Rákóczi Ferenc törekvéseiben már a megvalósítás lehetőségei, a képzés intézményesítésének gondolatai is felvetődtek.
A 18–19. század fordulóján hadügyi forradalom zajlott le Európában, melynek lényegét a hadseregszervezésben végbement fejlődés jelentette. 1793–1814 között több országban rátértek az állampolgárok általános védkötelezettségén alapuló hadkötelezettségre. Ezáltal az országok férfilakosságának 5–7%-át besorozhatták, ami korábban elképzelhetetlen, több százezres hadseregek felállítását eredményezte. S a tömeghadseregek megjelenése fontos reformokat követelt az elavult szervezeti egységek megújításában is.
Új szervezeti egységek, magasabbegységek – hadosztály, hadtest – létrehozása magával hozta a katonai vezetés rendszerének megváltoztatását is.
Ez előtérbe állította olyan vezető szervek kiépítését, amelyben magas képzettségű, nagy harci tapasztalattal rendelkező tisztek végezték kezdetben az ellátás, a szemrevételezés, a csapatok mozgatásának bonyolult feladatait. Majd a terepfelmérések, térképkészítések, hadműveleti elgondolások fokozatosan vezettek a harc, a háború sokoldalú előkészítéséhez, megvívásához, s a tapasztalatok feldolgozásához. Mindez a tevékenység magasan képzett, minőségi jegyekkel rendelkező tisztikar létrehozását tette szükségessé.
Ugyanakkor a tömeghadseregek vezetésével kapcsolatos bonyolult és sokrétű feladatok előtérbe állították a legfontosabb katonai szervezet, a vezérkar szerepét, amelynek élén a vezérkari főnök állt, aki a hadvezér után a legfelelősségteljesebb posztot töltötte be. A vezérkarok meghatározó szerepet játszottak a háborús előkészületek tervezésében, szervezésében, vezetésében, és a vezérkari tisztek felkészítésében.
A minőségi tisztképzés terén az Osztrák Birodalomban Mária Terézia (1717–1780) óta nagy jelentőséget tulajdonítottak a hivatásos tisztikar, ezen belül a vezérkari tiszt típusának kialakításának. Ennek kezdeti lépéseinek tekinthetjük a különböző katonai tanintézetek hálózatának kiépítését, a Nemzeti Testőrgárda 1760-ban történő felállítását és sokoldalú kiképzését, illetve gyakorlati tevékenységét.
Ezzel együtt fokozatosan külön vált az alapfokú (csapat-) tisztképzés és a felsőfokú (törzstiszti, vezérkari) tiszti felkészítés.
Az Osztrák Birodalomban 1852-ben kezdte meg működését a bécsi vezérkari szakiskola, a Kriegsschule. Ezt követően, az Osztrák–Magyar Monarchia idején a magyar vezérkari tisztek is a bécsi Kriegsschulén, majd az első világháború alatt a belgrádi és a laibachi Tájékoztató tanfolyamon szerezhették meg a szükséges képesítést.

### Ludovikából főiskola
A Magyar Ludoviceum Hadi Académia terve a reformkor eszméi között öltött testet. Az 1808. évi országgyűlés törvénybe iktatta az intézmény megalapítását, ám az hosszú időn át csak névleg létezett. Bár 1848 decemberének első napjaiban végre megkezdte működését Pesten e fontos tanintézet, de a város elfoglalását követően azonnal meg is szűnt.

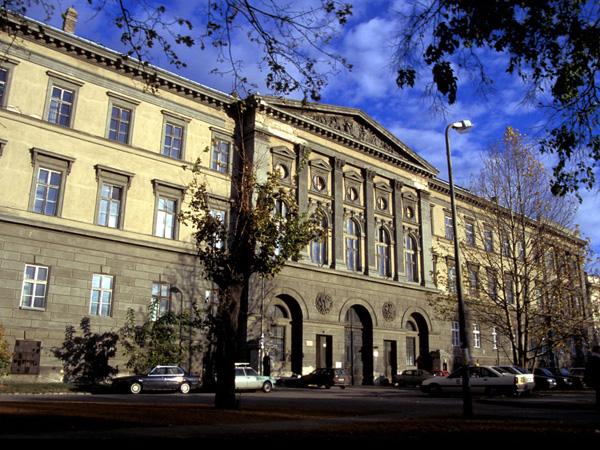
Ludovika Akadémia

Így újabb évtizedek és a kiegyezés kellett ahhoz, hogy 1872. november 21-én Pesten megindulhasson a magyar nemzeti alapfokú tisztképzés, kezdetben gyalogsági és lovassági, majd 1913-tól tüzér szakon is.
Jelentős változásokat hozott az 1928-as esztendő, miután Akadémia I. elnevezéssel gyalogos, lovas és tüzér, Akadémia II. megjelöléssel pedig műszaki, páncélos valamint repülőszakképzés zajlott. Ez utóbbi intézményből alakult meg 1939-ben – Budán – a „Bolyai János” Honvéd Műszaki Akadémia, illetve Kassán a „Horthy Miklós” (1942-től „Horthy István”) Honvéd Repülő Akadémia. A Ludovika Akadémián 1944 augusztusában avattak utoljára tiszteket.
Túl a hatalmas háborús vérveszteségeken, 1945 májusa és 1946 októbere között elbocsátották a tisztikar mintegy 60%-át, sőt 1947 végére ez az érték meghaladta a 6700 főt. E rendkívül magas – köztük nagy számban vezérkari – tiszti „kiáramlást” lehetetlen volt pótolni, hiszen – bizonyos rövid tanfolyamokat nem tekintve – 1945 és 1947 között nem működött Magyarországon semmilyen szintű katonai tanintézet.
Egyrészt azonban a hidegháború fokozatos kibontakozása, másrészt a baloldali erők fokozódó térnyerése (a „Ki kit győz le?” történelmi kérdésének eldőltét követően), mind inkább napirendre tűzte a különböző katonai tanintézetek ismételt életre hívását. Ennek megfelelően, 1947 tavaszán újból konkrét igényként fogalmazódott meg – egyebek mellett – az új típusú tisztikar létrehozása.
1947. október 1-jén nyitotta meg kapuit a Honvéd Kossuth Akadémia, amelyet két évvel később megszüntettek, a képzés a Honvéd Katonai Akadémián folytatódott (1950-1951), majd feladatait a Fegyvernemi Tiszti Iskolák (1950-1957) vették át.
A magyar katonai felsőoktatás 1957–1991 között a társadalmi tényezők által determinált ideológiai és koalíciós függőségből adódó meghatározottságot tükrözött. A képzés és a kutatás intézményileg is szétválasztott rendszerben folyt.
Az 1957 februárjában megalakult Egyesített Tisztiiskolán, majd 1967-től a Kossuth Lajos Katonai Főiskolán, a Zalka Máté (1990-től Bolyai János) Katonai Műszaki Főiskolán, valamint a Kilián György Repülőműszaki (1990-től Szolnoki Repülőműszaki, 1991-től Szolnoki Repülőtiszti) Főiskolán folytatódott alapfokú tisztképzés.

### A ZMNE jogelődjei
A ZMNE jogelődjének tekintett felsőfokú oktatási intézmény, a Magyar Királyi Honvéd Hadiakadémia 1920. szeptember 27-én alakult meg Budapesten, a Hungária körúti bázison végezte a magyar nemzeti vezérkari tisztképzést. A trianoni viszonyok között még titokban: 1921-től Hungária Körúti Tiszti Szálló, ill. Tiszti Továbbképző Tanfolyam lett a neve, majd Magyar Királyi Budapesti Honvéd Tiszti Szabályzatismertető Tanfolyam néven működött tovább. A két világháború között ismét Magyar Királyi Honvéd Hadiakadémia néven 1944 nyaráig működött Budapesten, majd Balatonfüredre települt át. Október 17-én feloszlatták, de még ez év decemberében Szombathelyen ismét összevonták a tanári és a hallgatói állományt, majd csak 1945. február elején Németországban fejezte be a tevékenységét.
A II. világháborút követően, 1947 decemberében indult újra az oktatás a Honvéd Hadiakadémia néven működő intézményben (1947–1949), majd az 1950-es átszervezés után Honvéd Akadémiaként (1950–1955) tevékenykedett tovább az intézmény. Az elődintézmények tanterveire alapozva, de a szovjet vezetés ideológiai elvárásaihoz igazodva folyt tisztképzés 1947-től az ekkor megalakult Honvéd Kossuth Akadémia és a Honvéd Petőfi Nevelőtiszti Akadémia épületeiben. 1949-ben szovjet mintára fegyvernemi tiszti iskolákat hoztak létre, amelyek összevonásával jött létre az Egyesített Tiszti Iskola (ETI), amely 1967-ig működött (1949–1967).
Az 1950-ben átszervezve induló Honvéd Akadémia az ETI-ben végzett tisztek továbbképzésével foglalkozott. 1955. március 15-én, miniszteri parancs alapján az akadémia felvette Zrínyi Miklós nevét és lett Zrínyi Miklós Katonai Akadémia. Az ezután következő és napjainkig tartó időszak az oktatás és az azt szolgáló szervezeti struktúra tekintetében folyamatos változást hozott. Az 1967-ben megszűnő ETI-ből négyéves képzési idővel alakult meg Szentendrén a Kossuth Lajos Katonai Főiskola, a fővárosi Zalka Máté Katonai Műszaki Főiskola és a szolnoki Kilián György Repülő Műszaki Főiskola. Ezt követően a ZMKA fokozatosan egyetemi szintű oktatásra tért át, amely révén 1983-ban már doktori címeket is adományozhatott az arra érdemes hallgatóknak. A felsőszintű képzés letéteményesévé a Zrínyi Miklós Katonai Akadémia vált, amely a hadtudomány kutatásában, művelésében elért eredményeinek elismeréseként az 1985. évi I. törvény értelmében egyetemi rangot kapott.
Jelentős szervezeti változást hozott az 1993-as esztendő. Az egyetemen elkezdődött a felsőfokú vezetőképzés, mint szakirányú továbbképzés, melyet az önálló magyar vezérkari tisztképzés folytatásának tekintenek. A magyar katonai felsőoktatási intézmények 1996 őszéig még a Honvédség hadrendjén belüli szervezetek voltak.

### A ZMNE létrejötte
1996. szeptember 1-jétől a katonai felsőoktatási intézmények kiváltak a Magyar Honvédség szervezetéből (hadrendjéből). Az akadémiából létrejött a Hadtudományi, valamint a Vezetés- és Szervezéstudományi (egyetemi) Kar. A Kossuth Lajos Katonai és a Szolnoki Repülőtiszti Főiskolát főiskolai karokként integrálta az egyetembe (ZMNE Kossuth Lajos Hadtudományi Kar), amely három bázison (Budapest, Szolnok, Szentendre) folytatta működését.
További jelentős változást eredményezett az egyetem szervezeti felépítésében az 1997 januárjában megkezdett vertikális integráció. Ennek eredményeként 1997. szeptember 1-jei hatállyal az önálló főiskolai és egyetemi karok összeolvadtak, így a továbbiakban két – az előzőekben már bemutatott – egyetemi kar működött. Az újonnan megalakított Repülőtiszti Intézet, az intézményünkbe integrálódott a NATO Békepartnerségi Katonai Nyelvképzési Központ, valamint a Stratégiai Védelmi Kutató Intézet tovább erősítette az oktatás és a kutatás feltételeit.
2000. január 1-jétől a katonai felsőoktatási intézmények integrációjával a Bolyai János Katonai Műszaki Főiskola mint a Zrínyi Miklós Nemzetvédelmi Egyetem Bolyai János Katonai Műszaki Főiskolai Kara működött tovább.
A 2001. július 1-jétől tovább folytatódott a haderőreform keretében az egyetem átszervezése és új szervezeti struktúra jött létre.
2001. szeptember 1-jével a Zrínyi Miklós Nemzetvédelmi Egyetem szentendrei telephelyén lévő állomány beköltözött az egyetem Budapest Üllői úti telephelyére.
A képzés 2004. szeptember 1-jétől – a Bolyai János Katonai Műszaki Főiskolai Kar, valamint a Vezetés- és Szervezéstudományi Kar egyesülésével – már két egyetemi karon: a Kossuth Lajos Hadtudományi Karon, valamint a Bolyai János Katonai Műszaki Karon folyt. A kar alapító dékánja Berek Lajos ezredes, az oktatási dékánhelyettes Sipos Jenő alezredes és a tudományos dékánhelyettes Haig Zsolt alezredes volt. A szolnoki Repülő Műszaki Intézet igazgatója, mint dékánhelyettes Óvári Gyula ezredes volt. 2007. július 1-n Berek Lajos lemondott a dékáni megbízatásáról és Sipos Jenő alezredes lett a dékán. 2008. szeptember 1-jétől a Bolyai János Katonai Műszaki Kar – az Üllői úti telephely eladása után – is az egyetem Hungária körúti kampuszán kapott helyet, így jelenleg az egyetem mindkét kara egy kampuszon működött. A Zrínyi Miklós Nemzetvédelmi Egyetem 2011-ben áttért az egykaros szerkezetre. A Kossuth Lajos Hadtudományi Kar valamint a Bolyai János Katonai Műszaki Kar egybeolvadt, ez által létrejött a Hadtudományi és Honvédtisztképző Kar, mely 2012. január 1-jétől a Nemzeti Közszolgálati Egyetem karaként működik tovább.

## Nemzeti Közszolgálati Egyetem
A 2010-ben hatalomra került kormányzat elgondolása szerint az egyetemet a Rendőrtiszti Főiskolával, és a Budapesti Corvinus Egyetem Közigazgatástudományi Karával integrálják. Az új egyetem 2012. január 1-jével jön létre Nemzeti Közszolgálati Egyetem néven, a közigazgatás-fejlesztésért, a rendvédelemért és a honvédelemért felelős miniszterek közös alárendeltségében (a minisztériumok képviseletét ún. Fenntartói Testület létrehozásával oldották meg), korlátozott autonómiával (pl. gazdasági tanács nélkül működik). Az új intézmény három kara a Hadtudományi és Honvédtisztképző Kar (HHK), a Rendészettudományi Kar (RTK) és a Közigazgatás-tudományi Kar (KTK). Az egyetem a kormányzat elképzelése szerint megkapja a jelenleg a Magyar Természettudományi Múzeum központi épületeként szolgáló egykori Ludovika-épületet (Budapest VIII. kerület, Ludovika tér 2–6.). Az új egyetem rektorát, Patyi András egyetemi tanárt 2011. november 22-én választotta meg az Ideiglenes Szenátus, megbízólevelét november 29-én vette át Schmitt Pál köztársasági elnöktől.

## Stratégiai Védelmi Kutatóintézet
A Stratégiai Védelmi Kutatóintézet (SVKI) 2007 óta működött az egyetem szervezetén belül (jelenleg a tudományos rektorhelyettes alárendeltségében), igazgatója  Tálas Péter történész–politológus. Jogelődje 1992-ben jött létre, az intézet a Honvédelmi Minisztérium kutatóhivatalaként is működött. Jelenleg az egyetlen államilag finanszírozott kutatóintézet Magyarországon, amely biztonságpolitikával foglalkozik. A magyar biztonság- és védelempolitikai döntések előkészítésének érdekében stratégiai, biztonság-, védelem- és katonapolitikai kutatásokat folytat, elemzéseket, értékeléseket és háttéranyagokat készít a Honvédelmi Minisztérium, a Külügyminisztérium és a Miniszterelnökség részére. Számos külföldi partnerintézettel működik együtt, különösen a kelet-közép-európai régióban, és több nemzetközi kutatási projektben vesz részt. Évente tíz alkalommal megjelenő folyóirata (Nemzet és Biztonság) mellett számos szakmai körnek szóló elemzést, dokumentumkötetet, szöveggyűjteményt adott közre, valamint fontos kézikönyvek magyar nyelvű kiadását jelentette meg. Az intézet 2012-től Stratégiai Védelmi Kutatóközpont néven működik a Nemzeti Közszolgálati Egyetem Hadtudományi és Honvédtisztképző Karának szervezeti keretein belül.

## A ZMNE fontosabb külföldi partnerei
- Führungsakademie der Bundeswehr, Hamburg, Németország
- Universität der Bundeswehr, München, Németország
- Defence College of Logistics and Personnel Administration, Deepcut, Egyesült Királyság
- Virginia Military Institute, Lexington, Amerikai Egyesült Államok
- Akademia Obrony Narodowej (Nemzetvédelmi Akadémia), Varsó, Lengyelország
- Landesverteidigungsakademie (Nemzetvédelmi Akadémia), Bécs, Ausztria
- Akadémia ozbrojených síl Generála Milána Rastisláva Štefánika (Fegyveres Erők M. R. Štefánik Akadémia), Liptószentmiklós, Szlovákia
- Univerzita obrany (Védelmi Egyetem), Brno, Csehország
- Koninklijke Militaire Academie (Királyi Katonai Akadémia), Breda, Hollandia
- Koninklijke Militaire School / Ecole Royale Militaire (Királyi Katonai Főiskola), Brüsszel, Belgium

## Egyéb események
2010. február 16-án a Nemzeti Nyomozó Iroda munkatársai házkutatást tartottak az egyetemen, majd őrizetbe vették az intézmény rektorát, Szabó János nyugállományú dandártábornokot. Az ügy felderítését a Nemzeti Nyomozó Iroda Szervezett Bűnözés Elleni Főosztályán indították hivatali befolyással üzérkedés vádcímen. A Budai Központi Kerületi Bíróság február 18-án elrendelte a tábornok és D. László gyanúsítottak előzetes letartóztatását március 18. napjáig a Be. 129. § (2) bekezdés c.) pontjában írt okból. A végzés nem jogerős, mivel azzal szemben a gyanúsítottak és védőik fellebbezést jelentettek be.